# The Informer (film, 2019)
Pour plus de détails, voir Fiche technique et Distribution.
The Informer est un thriller policier américano-britannique co-écrit et réalisé par Andrea Di Stefano, sorti en 2019.

## Synopsis
Pete Koslow, ancien soldat, se retrouve contraint de participer à une opération menée par le FBI dans la prison où il est incarcéré. Mais lorsque sa mission est menée à bien, le FBI finit par le laisser à la merci des autres détenus. Pour rester en vie, Pete n'a plus qu'une seule solution qui s'offre à lui : s'évader.

## Fiche technique
Sauf indication contraire, les informations mentionnées dans cette section peuvent être confirmées par la base de données cinématographiques IMDb,  présente dans la section « Liens externes ».
- Titre original : The Informer
- Titre de travail : Three Seconds
- Réalisation : Andrea Di Stefano
- Scénario : Matt Cook et Rowan Joffé
- Montage : Job ter Burg
- Photographie : Daniel Katz
- Décors : Mark Scruton
- Costumes : Molly Emma Rowe
- Producteurs : Basil Iwanyk, Wayne Marc Godfrey, James B. Harris, Robert Jones, Mark Lane et Ollie Madden
  - Coproducteur : Babak Efthekari, Nicholas Goldfarb et Jimmy Holcomb
- Sociétés de production : Thunder Road Pictures, en association avec Imagination Park Entertainment
- Distribution : Aviron Pictures (États-Unis) / Warner Bros. (Royaume-Uni)
- Pays d'origine :  États-Unis,  Royaume-Uni
- Genre : thriller, policier
- Dates de sortie[1] : 
  -  Royaume-Uni : 30 août 2019
  -  États-Unis : 10 janvier 2020
  -  France : 13 mars 2020

## Distribution
- Joel Kinnaman (VF : Thibaut Belfodil ; VQ : Frédérik Zacharek) : Pete Koslow
- Rosamund Pike (VF : Charlotte Marin ; VQ : Valérie Gagné) : Erica Wilcox
- Clive Owen (VF : Julien Kramer ; VQ : Daniel Picard) : Keith Montgomery
- Ana de Armas (VQ : Maude Bouchard) : Sofia Koslow
- Common (VF : Daniel Lobé ; VQ : Patrick Chouinard) : Edward Grens
- Sam Spruell (VF : David Krüger ; VQ : Thiéry Dubé) : Slewitt
- Martin McCann : Riley
- Valeria Vereau : Valentina Gomez
- Edwin De La Renta : Smiley Phelps
- Eugene Lipinski (VF : Féodor Atkine ; VQ : Jacques Lavallée) : Ryszard Klimek
- David Duru : Rufus Friend
- Mateusz Kościukiewicz (VQ : Xavier Dolan) : Staszek Cosik
- Ruth Bradley (VQ : Laurence Dauphinais) : Cat
- Arturo Castro (VQ : Nicholas Savard L'Herbier) : Gomez
  - Voix additionnelles : Jean-Baptiste Anoumon

 Source et légende : version québécoise (VQ) sur Doublage.qc.ca